# WTA de Bacu
O WTA de Baku – ou Baku Cup, na última edição – foi um torneio de tênis profissional feminino, de nível WTA International.
Realizado em Bacu, capital do Azerbaijão, estreou em 2011 e durou cinco anos. Os jogos eram disputados em quadras duras durante o mês de julho.
Depois de 2015, o grupo de mídia APG adquiriu os direitos do evento e o transferiu para Nanchang.

## Finais

### Simples
| Ano  | Campeã              | Vice-campeã        | Resultado     |
| ---- | ------------------- | ------------------ | ------------- |
| 2015 | Margarita Gasparyan | Patricia Maria Țig | 6–3, 5–7, 6–0 |
| 2014 | Elina Svitolina     | Bojana Jovanovski  | 6–1, 7–62     |
| 2013 | Elina Svitolina     | Shahar Pe'er       | 6–4, 6–4      |
| 2012 | Bojana Jovanovski   | Julia Cohen        | 6–3, 6–1      |
| 2011 | Vera Zvonareva      | Ksenia Pervak      | 6–1, 6–4      |

### Duplas
| Ano  | Campeãs                              | Vice-campeãs                       | Resultado         |
| ---- | ------------------------------------ | ---------------------------------- | ----------------- |
| 2015 | Margarita Gasparyan Alexandra Panova | Vitalia Diatchenko Olga Savchuk    | 6–3, 7–5          |
| 2014 | Alexandra Panova Heather Watson      | Raluca Olaru Shahar Pe'er          | 6–2, 7–63         |
| 2013 | Irina Buryachok Oksana Kalashnikova  | Eleni Daniilidou Aleksandra Krunić | 4–6, 7–63, [10–4] |
| 2012 | Irina Buryachok Valeria Solovieva    | Eva Birnerová Alberta Brianti      | 6–3, 6–2          |
| 2011 | Mariya Koryttseva Tatiana Poutchek   | Monica Niculescu Galina Voskoboeva | 6–3, 2–6, [10–8]  |